# Bide Arm
 Coordenadas : formato inválido
Bide Arm é uma vila localizada na província de Terra Nova e Labrador, no Canadá. Possui uma população de 192 habitantes.